# Verein für Leibesübungen Bochum 1848 2020-2021
Questa voce raccoglie le informazioni riguardanti il Verein für Leibesübungen Bochum 1848 nelle competizioni ufficiali della stagione 2020-2021.

## Stagione
Nella stagione 2020-2021 il Bochum, allenato da Thomas Reis, concluse il campionato di 2. Bundesliga al 1º posto e fu promosso in Bundesliga. In Coppa di Germania il Bochum fu eliminato agli ottavi di finale dal RB Lipsia.

## Rosa
| N. |                       | Ruolo | Calciatore       |
| -- | --------------------- | ----- | ---------------- |
| 1  | Germania (bandiera)   | P     | Manuel Riemann   |
| 2  | Costa Rica (bandiera) | D     | Cristian Gamboa  |
| 3  | Brasile (bandiera)    | D     | Danilo Soares    |
| 4  | Serbia (bandiera)     | D     | Erhan Mašović    |
| 5  | Svizzera (bandiera)   | D     | Saulo Decarli    |
| 8  | Francia (bandiera)    | C     | Anthony Losilla  |
| 9  | Germania (bandiera)   | A     | Simon Zoller     |
| 10 | Germania (bandiera)   | C     | Thomas Eisfeld   |
| 11 | Uganda (bandiera)     | D     | Herbert Bockhorn |
| 13 | Ghana (bandiera)      | C     | Raman Chibsah    |
| 14 | Germania (bandiera)   | C     | Tom Weilandt     |
| 15 | Ungheria (bandiera)   | A     | Soma Novothny    |
| 17 | Germania (bandiera)   | C     | Danny Blum       |
| 21 | Filippine (bandiera)  | C     | Gerrit Holtmann  |

| N. |                           | Ruolo | Calciatore                |
| -- | ------------------------- | ----- | ------------------------- |
| 23 | Germania (bandiera)       | C     | Robert Tesche             |
| 24 | Grecia (bandiera)         | D     | Vasilīs Lampropoulos      |
| 25 | Germania (bandiera)       | P     | Patrick Drewes            |
| 27 | Serbia (bandiera)         | C     | Miloš Pantović            |
| 28 | Germania (bandiera)       | A     | Luis Hartwig              |
| 29 | Germania (bandiera)       | D     | Maxim Leitsch             |
| 30 | Azerbaigian (bandiera)    | C     | Baris Ekincier            |
| 32 | Austria (bandiera)        | C     | Robert Žulj               |
| 32 | Germania (bandiera)       | A     | Tarsis Bonga              |
| 34 | Germania (bandiera)       | P     | Paul Grave                |
| 35 | Rep. del Congo (bandiera) | A     | Silvère Ganvoula M'Boussy |
| 37 | Germania (bandiera)       | D     | Armel Bella-Kotchap       |
| 39 | Germania (bandiera)       | D     | Verthomy Boboy            |

## Organigramma societario
Area tecnica
- Allenatore: Thomas Reis
- Allenatore in seconda: Heiko Butscher, Markus Gellhaus
- Preparatore dei portieri: Peter Greiber
- Preparatori atletici: Jörn Menger, Norbert Lemcke, Frank Zöllner, Rexhep Kushutani

## Calciomercato

### Sessione estiva
| Acquisti | Acquisti            | Acquisti          | Acquisti |
| R.       | Nome                | da                | Modalità |
| -------- | ------------------- | ----------------- | -------- |
| D        | Erhan Mašović       | Club Bruges       |          |
| C        | Raman Chibsah       | Sconosciuta       |          |
| C        | Gerrit Holtmann     | Magonza           |          |
| D        | Herbert Bockhorn    | Huddersfield Town |          |
| A        | Tarsis Bonga        | Chemnitz          |          |
| D        | Dominik Baumgartner | Wolfsberger       |          |

| Cessioni | Cessioni             | Cessioni            | Cessioni |
| R.       | Nome                 | a                   | Modalità |
| -------- | -------------------- | ------------------- | -------- |
| C        | Vitaly Janelt        | Brentford           |          |
| D        | Maxwell Gyamfi       | Amburgo II          |          |
| D        | Dominik Baumgartner  | Wolfsberger         |          |
| D        | Vasilīs Lampropoulos | Deportivo La Coruña |          |
| D        | Simon Lorenz         | Holstein Kiel       |          |
| D        | Jordi Osei-Tutu      | Arsenal U23         |          |
| A        | Manuel Wintzheimer   | Amburgo             |          |

### Sessione invernale
| Acquisti | Acquisti | Acquisti | Acquisti |
| R.       | Nome     | da       | Modalità |
| -------- | -------- | -------- | -------- |

| Cessioni | Cessioni        | Cessioni  | Cessioni |
| R.       | Nome            | a         | Modalità |
| -------- | --------------- | --------- | -------- |
| C        | Sebastian Maier | Türkgücü  |          |
| C        | Stelios Kokovas | Karviná   |          |
| D        | Moritz Römling  | Wuppertal |          |
| C        | Lars Holtkamp   | Wuppertal |          |

## Risultati

### 2. Bundesliga

#### Girone di andata
| Arbitro: | Schröder |

|                     |           |                 |
| Žulj 26’ Zoller 76’ | Marcatori | 84’, 86’ Kyereh |

| Arbitro: | Fritz |

|  |           |            |
|  | Marcatori | 14’ Zoller |

| Bochum 2 ottobre 2020, ore 18:30 CEST 3ª giornata | Bochum | 0 – 0 referto | Osnabrück | Vonovia Ruhrstadion (4 231 spett.)\| Arbitro: \| Sather \| |
| Arbitro:                                          | Sather |               |           |                                                            |

| Arbitro: | Günsch |

|                             |           |           |
| Kaufmann 23’ Proschwitz 67’ | Marcatori | 5’ Zoller |

| Arbitro: | Winter |

|                       |           |  |
| Žulj 74’ Ganvoula 82’ | Marcatori |  |

| Arbitro: | Thomsen |

|                         |           |                                    |
| Munsy 7’ Sontheimer 35’ | Marcatori | 21’ Novothny 32’ Soares 73’ Zoller |

| Arbitro: | Dankert |

|  |           |                     |
|  | Marcatori | 9’ Seguin 34’ Ernst |

| Arbitro: | Reichel |

|                    |           |                                      |
| Terodde 65’ (rig.) | Marcatori | 35’ (rig.) Žulj 78’ Blum 82’ Chibsah |

| Arbitro: | Willenborg |

|                                                      |           |  |
| Blum 6’ (rig.) Tesche 58’ Žulj 73’, 74’ Pantović 90’ | Marcatori |  |

| Arbitro: | Schröder |

|                                        |           |            |
| Mühling 31’ (rig.) Bartels 64’ Lee 65’ | Marcatori | 33’ Zoller |

| Arbitro: | Stieler |

|                                 |           |  |
| Žulj 54’, 60’ (rig.) Zoller 61’ | Marcatori |  |

| Arbitro: | Zwayer |

|                                 |           |  |
| Sulejmani 2’ Ducksch 60’ (rig.) | Marcatori |  |

| Arbitro: | Gräfe |

|                                 |           |  |
| Blum 17’ Zoller 33’ Eisfeld 90’ | Marcatori |  |

| Arbitro: | Waschitzki-Günther |

|                               |           |           |
| Kempe 82’ (aut.) Pantović 83’ | Marcatori | 80’ Kempe |

| Arbitro: | Fritz |

|  |           |                        |
|  | Marcatori | 80’ Zoller 90’ Eisfeld |

| Arbitro: | Winkmann |

|                          |           |               |
| Žulj 31’ Tesche 73’, 83’ | Marcatori | 29’ Schäffler |

| Arbitro: | Bacher |

|             |           |          |
| Behrens 44’ | Marcatori | 84’ Žulj |

#### Girone di ritorno
| Arbitro: | Osmers |

|                           |           |                          |
| Burgstaller 4’ Kyereh 32’ | Marcatori | 28’, 43’ Zoller 63’ Žulj |

| Arbitro: | Günsch |

|             |           |                         |
| Losilla 55’ | Marcatori | 14’ Bormuth 84’ Gondorf |

| Arbitro: | Waschitzki-Günther |

|          |           |                        |
| Kerk 64’ | Marcatori | 18’ Zoller 36’ Losilla |

| Arbitro: | Jöllenbeck |

|                             |           |  |
| Bella-Kotchap 8’ Soares 32’ | Marcatori |  |

| Arbitro: | Petersen |

|              |           |  |
| Bussmann 29’ | Marcatori |  |

| Arbitro: | Schmidt |

|                                |           |  |
| Žulj 21’ Blum 62’ Holtmann 81’ | Marcatori |  |

| Arbitro: | Jablonski |

|           |           |                            |
| Stach 18’ | Marcatori | 7’ Losilla 61’ (rig.) Žulj |

| Arbitro: | Brych |

|  |           |                     |
|  | Marcatori | 29’ Onana 89’ Narey |

| Arbitro: | Aytekin |

|  |           |                                      |
|  | Marcatori | 12’ Zoller 35’ Holtmann 87’ Novothny |

| Arbitro: | Petersen |

|                |           |                    |
| Zoller 5’, 60’ | Marcatori | 81’ (rig.) Mühling |

| Arbitro: | Siewer |

|                                        |           |  |
| Justvan 36’ Michel 39’ Antwi-Adjei 73’ | Marcatori |  |

| Arbitro: | Schlager |

|                                         |           |                                 |
| Tesche 29’, 90’ Holtmann 38’ Zoller 62’ | Marcatori | 22’ Kaiser 67’ Ducksch 90’ Ochs |

| Arbitro: | Aytekin |

|  |           |                         |
|  | Marcatori | 33’ Tesche 82’ Bockhorn |

| Arbitro: | Dankert |

|                             |           |            |
| Clemens 79’ Dursun 81’, 86’ | Marcatori | 74’ Tesche |

| Arbitro: | Stegemann |

|                                                                       |           |            |
| Tesche 29’ Beste 38’ (aut.) Holtmann 61’ Žulj 78’ Ganvoula 90’ (rig.) | Marcatori | 26’ Albers |

| Arbitro: | Schmidt |

|                 |           |          |
| Margreitter 38’ | Marcatori | 76’ Žulj |

| Arbitro: | Reichel |

|                                   |           |             |
| Pantović 29’ Losilla 78’ Žulj 87’ | Marcatori | 60’ Behrens |

### Coppa di Germania
| Arbitro: | Heft |

|  |           |                                  |
|  | Marcatori | 23’ Žulj 52’ Zoller 65’ Pantović |

| Arbitro: | Petersen |

|                      |                      |                           |
| Boëtius 7’ Latza 55’ | Marcatori            | 66’ Holtmann 90’ Tesche   |
| Szalai Stöger Mateta | Tiri di rigore 0 – 3 | Pantović Mašović Ganvoula |

| Arbitro: | Dankert |

|                                                  |           |  |
| Haïdara 11’ Sabitzer 45’ (rig.) Poulsen 66’, 75’ | Marcatori |  |

## Statistiche

### Statistiche di squadra
| Competizione      | Punti | In casa | In casa | In casa | In casa | In casa | In casa | In trasferta | In trasferta | In trasferta | In trasferta | In trasferta | In trasferta | Totale | Totale | Totale | Totale | Totale | Totale | DR  |
| Competizione      | Punti | G       | V       | N       | P       | Gf      | Gs      | G            | V            | N            | P            | Gf           | Gs           | G      | V      | N      | P      | Gf     | Gs     | DR  |
| ----------------- | ----- | ------- | ------- | ------- | ------- | ------- | ------- | ------------ | ------------ | ------------ | ------------ | ------------ | ------------ | ------ | ------ | ------ | ------ | ------ | ------ | --- |
| 2. Bundesliga     | 67    | 17      | 12      | 2       | 3       | 40      | 16      | 17           | 9            | 2            | 6            | 26           | 23           | 34     | 21     | 4      | 9      | 66     | 39     | +27 |
| Coppa di Germania | -     | 0       | 0       | 0       | 0       | 0       | 0       | 3            | 1            | 1            | 1            | 5            | 6            | 3      | 1      | 1      | 1      | 5      | 6      | -1  |
| Totale            | 67    | 17      | 12      | 2       | 3       | 40      | 16      | 20           | 10           | 3            | 7            | 31           | 29           | 37     | 22     | 5      | 10     | 71     | 45     | +26 |

### Andamento in campionato
| Giornata  | 1 | 2 | 3 | 4  | 5 | 6 | 7 | 8 | 9 | 10 | 11 | 12 | 13 | 14 | 15 | 16 | 17 | 18 | 19 | 20 | 21 | 22 | 23 | 24 | 25 | 26 | 27 | 28 | 29 | 30 | 31 | 32 | 33 | 34 |
| --------- | - | - | - | -- | - | - | - | - | - | -- | -- | -- | -- | -- | -- | -- | -- | -- | -- | -- | -- | -- | -- | -- | -- | -- | -- | -- | -- | -- | -- | -- | -- | -- |
| Luogo     | C | T | C | T  | C | T | C | T | C | T  | C  | T  | C  | C  | T  | C  | T  | T  | C  | T  | C  | T  | C  | T  | C  | T  | C  | T  | C  | T  | T  | C  | T  | C  |
| Risultato | N | V | N | P  | V | V | P | V | V | P  | V  | P  | V  | V  | V  | V  | N  | V  | P  | V  | V  | P  | V  | V  | P  | V  | V  | P  | V  | V  | P  | V  | N  | V  |
| Posizione | 7 | 4 | 5 | 11 | 5 | 2 | 6 | 4 | 2 | 3  | 3  | 4  | 4  | 4  | 2  | 2  | 2  | 2  | 2  | 2  | 2  | 3  | 1  | 1  | 1  | 1  | 1  | 1  | 1  | 1  | 1  | 1  | 1  | 1  |

Legenda:

Luogo: C = Casa; T = Trasferta. Risultato: V = Vittoria; N = Pareggio; P = Sconfitta.

### Statistiche dei giocatori
!! colspan="4" | Totale

| Giocatore       | 2. Bundesliga | 2. Bundesliga | 2. Bundesliga | 2. Bundesliga | Coppa di Germania A. Bella-Kotchap | Coppa di Germania A. Bella-Kotchap | Coppa di Germania A. Bella-Kotchap | Coppa di Germania A. Bella-Kotchap | 28       | 1    | 3           | 0          | 2 | 0 | 0 | 0 | 30 | 1 | 3 | 0 |
| Giocatore       | Presenze      | Reti          | Ammonizioni   | Espulsioni    | Presenze                           | Reti                               | Ammonizioni                        | Espulsioni                         | Presenze | Reti | Ammonizioni | Espulsioni |   |   |   |   |    |   |   |   |
| D. Blum         | 22            | 4             | 4             | 1             | 2                                  | 0                                  | 1                                  | 0                                  | 24       | 4    | 5           | 1          |   |   |   |   |    |   |   |   |
| V. Boboy        | 0             | 0             | 0             | 0             | 0                                  | 0                                  | 0                                  | 0                                  | 0        | 0    | 0           | 0          |   |   |   |   |    |   |   |   |
| H. Bockhorn     | 24            | 1             | 3             | 0             | 2                                  | 0                                  | 0                                  | 0                                  | 26       | 1    | 3           | 0          |   |   |   |   |    |   |   |   |
| T. Bonga        | 11            | 0             | 0             | 0             | 1                                  | 0                                  | 0                                  | 0                                  | 12       | 0    | 0           | 0          |   |   |   |   |    |   |   |   |
| R. Chibsah      | 10            | 1             | 1             | 0             | 1                                  | 0                                  | 1                                  | 0                                  | 11       | 1    | 2           | 0          |   |   |   |   |    |   |   |   |
| S. Decarli      | 5             | 0             | 1             | 0             | 1                                  | 0                                  | 0                                  | 0                                  | 6        | 0    | 1           | 0          |   |   |   |   |    |   |   |   |
| P. Drewes       | 5             | 0             | 0             | 0             | 2                                  | 0                                  | 1                                  | 0                                  | 7        | 0    | 1           | 0          |   |   |   |   |    |   |   |   |
| T. Eisfeld      | 22            | 2             | 1             | 0             | 2                                  | 0                                  | 0                                  | 0                                  | 24       | 2    | 1           | 0          |   |   |   |   |    |   |   |   |
| B. Ekincier     | 0             | 0             | 0             | 0             | 0                                  | 0                                  | 0                                  | 0                                  | 0        | 0    | 0           | 0          |   |   |   |   |    |   |   |   |
| C. Gamboa       | 29            | 0             | 10            | 0             | 3                                  | 0                                  | 1                                  | 0                                  | 32       | 0    | 11          | 0          |   |   |   |   |    |   |   |   |
| S. Ganvoula     | 29            | 2             | 3             | 0             | 3                                  | 0                                  | 0                                  | 0                                  | 32       | 2    | 3           | 0          |   |   |   |   |    |   |   |   |
| P. Grave        | 0             | 0             | 0             | 0             | 0                                  | 0                                  | 0                                  | 0                                  | 0        | 0    | 0           | 0          |   |   |   |   |    |   |   |   |
| L. Hartwig      | 1             | 0             | 0             | 0             | 0                                  | 0                                  | 0                                  | 0                                  | 1        | 0    | 0           | 0          |   |   |   |   |    |   |   |   |
| L. Holtkamp     | 0             | 0             | 0             | 0             | 1                                  | 0                                  | 0                                  | 0                                  | 1        | 0    | 0           | 0          |   |   |   |   |    |   |   |   |
| G. Holtmann     | 30            | 4             | 1             | 1             | 3                                  | 1                                  | 0                                  | 0                                  | 33       | 5    | 1           | 1          |   |   |   |   |    |   |   |   |
| V. Janelt       | 0             | 0             | 0             | 0             | 0                                  | 0                                  | 0                                  | 0                                  | 0        | 0    | 0           | 0          |   |   |   |   |    |   |   |   |
| V. Lampropoulos | 9             | 0             | 2             | 0             | 1                                  | 0                                  | 0                                  | 0                                  | 10       | 0    | 2           | 0          |   |   |   |   |    |   |   |   |
| M. Leitsch      | 33            | 0             | 5             | 0             | 2                                  | 0                                  | 1                                  | 0                                  | 35       | 0    | 6           | 0          |   |   |   |   |    |   |   |   |
| A. Losilla      | 32            | 4             | 10            | 0             | 3                                  | 0                                  | 0                                  | 0                                  | 35       | 4    | 10          | 0          |   |   |   |   |    |   |   |   |
| S. Maier        | 0             | 0             | 0             | 0             | 0                                  | 0                                  | 0                                  | 0                                  | 0        | 0    | 0           | 0          |   |   |   |   |    |   |   |   |
| E. Mašović      | 8             | 0             | 0             | 0             | 2                                  | 0                                  | 1                                  | 0                                  | 10       | 0    | 1           | 0          |   |   |   |   |    |   |   |   |
| S. Novothny     | 14            | 2             | 0             | 0             | 1                                  | 0                                  | 0                                  | 0                                  | 15       | 2    | 0           | 0          |   |   |   |   |    |   |   |   |
| M. Pantović     | 28            | 3             | 2             | 0             | 3                                  | 1                                  | 0                                  | 0                                  | 31       | 4    | 2           | 0          |   |   |   |   |    |   |   |   |
| M. Riemann      | 30            | 0             | 2             | 0             | 2                                  | 0                                  | 0                                  | 1                                  | 32       | 0    | 2           | 1          |   |   |   |   |    |   |   |   |
| M. Römling      | 1             | 0             | 0             | 0             | 0                                  | 0                                  | 0                                  | 0                                  | 1        | 0    | 0           | 0          |   |   |   |   |    |   |   |   |
| D. Soares       | 32            | 2             | 6             | 0             | 3                                  | 0                                  | 1                                  | 0                                  | 35       | 2    | 7           | 0          |   |   |   |   |    |   |   |   |
| R. Tesche       | 33            | 8             | 5             | 0             | 2                                  | 1                                  | 0                                  | 0                                  | 35       | 9    | 5           | 0          |   |   |   |   |    |   |   |   |
| T. Weilandt     | 0             | 0             | 0             | 0             | 0                                  | 0                                  | 0                                  | 0                                  | 0        | 0    | 0           | 0          |   |   |   |   |    |   |   |   |
| S. Zoller       | 32            | 15            | 2             | 0             | 3                                  | 1                                  | 0                                  | 0                                  | 35       | 16   | 2           | 0          |   |   |   |   |    |   |   |   |
| R. Žulj         | 31            | 15            | 6             | 0             | 3                                  | 1                                  | 0                                  | 0                                  | 34       | 16   | 6           | 0          |   |   |   |   |    |   |   |   |